# Schwindegg
Schwindegg er en kommune i Landkreis Mühldorf am Inn i den østlige del af regierungsbezirk Oberbayern i den tyske delstat Bayern.

## Geografi
Schwindegg ligger i Region Südostoberbayern i dalen til floden Isen og grænser mod vest til Landkreis Erding. Schwindegg ligger 60 km øst for München, 10 km øst for Dorfen, 22 km vest for Mühldorf, 17 km nord for Haag og 43 km vom Flughafen München. Kommunen har en station på jernbanelinjen München – Mühldorf, som drives af SüdostBayernBahn.

### Nabokommuner
- Dorfen
- Buchbach
- Obertaufkirchen
- Rattenkirchen
- Reichertsheim

### Inddeling
- Angering
- Reibersdorf
- Schwindach
- Schwindegg
- Wörth
- Walkersaich

## Historie
Schwindegg er nævnt første gang i 1389. Enkelte lokaliteter (Walkersaich, Reibersdorf) er dog allerede nævnt i det niende århundrede .
Allerede i det 14. århundrede blev Schwindegg hjemsted for et herresæde. Det firefløjede vandslot med port- og hjørnetårne, der er bygget fra 1594 – 1620 ligger på resterne af det oprindelige. Slottet, der ligger midt i byen, er i dag privat ejendom.